# John Edwin Ebinger
John Edwin Ebinger (1933) es un botánico y profesor estadounidense, que desarrolla actividades académicas en el Departamento de Biología Vegetal, Universidad de Illinois, Urbana , accediendo en 1995, a profesor emérito de Botánica.

## Biografía
Realizó extensas recolecciones botánicas en Morelos, Chiapas, Michoacán, Colima, Oaxaca, Jalisco, Chihuahua, Panamá
Siguió sus estudios medios en la Universidad de Miami, entre 1951 a 1955. Su B.A. con énfasis en Botánica. Graduándose en la Yale University, New Haven, entre 1958 a 1959. Obtuvo su PhD, en 1961, en la Universidad de Oklahoma. Fue curador del Herbario Stover, Eastern Illinois University, entre 1963 a 1995.

## Algunas publicaciones
- ------------, H. Clarke & D. Seigler. 1990. Acacia constricts (Fabaceae: Mimosoideae) and related species from the Southwestern U. S. and Mexico. Amer. Jour. Bot. 77:305-315
- ------------, D. Bergman. 1990. Cyanogenesis in the lichen genus Dermatocarpon. Castanea 55:207-210
- ------------, C. Uhlarich & W. McClain. 1990. A study of four river birch stands in Mason and Cass Counties, Illinois. Trans. Ill. St. Acad. Sci. 83(3 & 4) : 149-155
- ------------, J. Landes. 1991. Woody understory of Baber Woods, Edgar County, Illinois. Erigenia 11:18-21
- ------------, S. Newell & L. Horton. 1991. Vegetation of Wolf Creek State Park, Shelby County, Illinois. Erigenia 11:22-26
- ------------, W. McClain. 1991. Forest succession in the prairie peninsula of Illinois. Ill. Nat. Hist. Sur. Bull. 34:375-381
- ------------, K. Aikman. 1991. Understory survey at the Rocky Branch Nature Preserve, Clark County, Illinois. Trans. Ill. St. Acad. Sci. 84:12-19
- ------------, S. Jenkins & W. McClain. Woody vegetation survey of Bishop's Woods, a sand forest in Mason County, Illinois. Trans. Ill. St. Acad. Sci. 84:20-27. 1991
- ------------, W. McClain. 1991. Naturalized Amur maple (Acer ginnala Maxim.) in Illinois. Nat. Areas Jour. 11:170-171
- ------------, G. Burger, G. Wilhelm. 1991. Proceedings of the oak woods management workshop. Eastern Illinois University, Charleston, IL.
- Richard L. Larimore, Loy R. Phillippe, John E. Ebinger. 2008. Vascular flora of Middle Fork Woods Nature Preserve, Vermilion County, Illinois. Illinois Natural History Survey Bull. 4 pp. ISBN	188293217X
- John E. Ebinger, Charles Warwick, Jeffrey M. Levengood. 2009. Vascular plant communities of the Green River lowlands in northwestern Illinois. Illinois Natural History Survey bull. 39 ( 2 ), 4 pp. ISBN 1-882932-23-4

### Libros
- 2005. A site inventory of nature preserves and state forest in the Illinois River section of the Illinois River and Mississippi River Sand Areas natural division.
- George Vanderkarr Burger, J. E. Ebinger, Gerould Wilhelm. 1991. Proceedings of the Oak Woods Management Workshop. 106 pp.
- Richard D. Andrews, John E. Ebinger. 1979. Papers on the ecology of extreme southwestern Illinois. 74 pp.
- John E. Ebinger, Richard D. Andrews, Henry C. Nilsen. 1977. Papers on the ecology of the Chain O' Lakes region, Illinois. 79 pp.
- Susan J. Barlow, John E. Ebinger. 1976. Herbaceous spring flora of east-central Illinois. 146 pp.
- 1973. The effect of homogeneous grouping, heterogeneous grouping, and sociometric grouping on learning achievement in team learning. Ed. University of Akron. 70 pp.
- 1970. Woody plants of east central Illinois. Ed. Kendall/Hunt Pub. Co. 135 pp. ISBN 0-8403-0168-5
- Richard W. Crites, John E. Ebinger. 1968. Vegetation survey of floodplain forests in east-central Illinois. Volumen 8 de Research report. 48 pp.

## Honores
- Sociedad Sigma Xi, Phi Sigma, Beta Beta Beta
- Becario Bruce Fink en Botánica, Miami University. 1953-1955
- Becario Sheffield en Botánica, Yale University. 1961
- Galardón Faculty Merit, Eastern Illinois University. 1978
- Miembro, Comisión Illinois Nature Preserve, 1976-1978
- Galardón Faculty Excellence , Eastern Illinois University. 1987
- Miembro Illinois State Academy of Science. 1988
- Galardón Faculty Excellence, Eastern Illinois University. 1990
- Galardón Board of Governors Distinguished Professor , Eastern Illinois University. 1990

### Membresías
- New England Botanical Club, American
- Society of Plant Taxonomists, Southern Appalachian Botanical
- Club Botanical Society of America
- Illinois State Academy of Science
- Indiana Academy of Science, Nature Conservancy
- Natural Areas Association
- Northern Nut Growers Association
- Society of Sigma Xi
- Natural Land Institute

### Epónimos
- (Juncaceae) Ebingeria Chrtek & Křísa[4]

- La abreviatura «Ebinger» se emplea para indicar a John Edwin Ebinger como autoridad en la descripción y clasificación científica de los vegetales.[5]